# Campionati mondiali di maratona canoa/kayak 2018
I Campionati mondiali di maratona canoa/kayak 2018 sono stati la 26ª edizione della manifestazione. Si sono svolti a Vila Verde, in Portogallo tra il 6 e il 9 settembre 2018.

## Medagliere
| Pos.   | Paese     | Oro | Argento | Bronzo | Totale |
| ------ | --------- | --- | ------- | ------ | ------ |
| 1      | Ungheria  | 2   | 5       | 1      | 8      |
| 2      | Spagna    | 2   | 2       | 3      | 7      |
| 3      | Sudafrica | 2   | 0       | 1      | 3      |
| 4      | Ucraina   | 1   | 0       | 0      | 1      |
| 5      | Rep. Ceca | 0   | 0       | 1      | 1      |
| 5      | Francia   | 0   | 0       | 1      | 1      |
| Totale | Totale    | 7   | 7       | 7      | 21     |

## Podi

### Uomini
| Evento | Oro                                    | Perform.    | Argento                                | Perform.    | Bronzo                                       | Perform.  |
| Canoa  |                                        |             |                                        |             |                                              |           |
| C-1    | Manuel Antonio Campos                  | 2h07'31"    | Manuel Garrido Barbosa                 | 2h07'40"    | Ádám Dóczé                                   | 2h08'05"  |
| C-2    | Spagna Óscar Graña Diego Romero Fraga  | 1h58'31"    | Ungheria Zoltán Koleszár Levente Balla | 1h58'36"    | Rep. Ceca Jakub Brezina Jan Dlouhy           | 1h58'59"  |
| K-1    | Andrew Birkett                         | 2h09'29"    | Adrián Boros                           | 2h09'30"    | Jasper Mocke                                 | 02h09'33" |
| K-2    | Sudafrica Hank McGregor Andrew Birkett | 2h02'16",31 | Ungheria Adrián Boros László Solti     | 2h02'16",97 | Spagna Miguel Llorens López Luis Amado Pérez | 2h02'18"  |

### Donne
| Evento | Oro                                       | Perform. | Argento                               | Perform. | Bronzo                                            | Perform. |
| Canoa  |                                           |          |                                       |          |                                                   |          |
| C-1    | Liudmyla Babak                            | 1h24'18" | Zsófia Kisbán                         | 1h26'05" | Marine Sansinena                                  | 1h28'42" |
| K-1    | Vanda Kiszli                              | 2h06'16" | Sára Mihalik                          | 2h06'29" | Eva Barrios Marcos                                | 2h06'30" |
| K-2    | Ungheria Zsófia Zcellái-Vörös Renata Csay | 1h56'14" | Spagna Eva Barrios Marcos Amaia Osaba | 1h58'59" | Spagna Tania Fernández García Tania Álvarez Yates | 1h59'29" |